# Pesquisa qualitativa
Pesquisa qualitativa é um tipo de método de investigação de base linguístico-semiótica usada principalmente em ciências sociais.   Costumam-se considerar técnicas qualitativas todas aquelas diferentes à pesquisa estatística e ao experimento científico, isto é, entrevistas abertas, entrevistas semi-estruturadas, questionários (abertos ou fechados), grupos de discussão ou técnicas de observação de participantes.  A pesquisa qualitativa intenciona compreender fenômenos, e o material empírico normalmente é constituído por textos, discursos, documentos, dentre outros, para que possam ser analisados posteriomente. Existem metodologias de análise dados que podem ser empregados na pesquisa qualitativa. Dentre elas podemos citar Análise de Conteúdo (AC), Análise Textual Discursiva (ATD) e Análise do Discurso (AD). A pesquisa qualitativa intenciona interpretar e compreender fenômenos que muitas vezes são subjetivos, e é muito utilizada na área de humanas e educação. A investigação quantitativa atribui valores numéricos às declarações ou observações, com o propósito de estudar com métodos estatísticos possíveis relações entre as variáveis,  enquanto, a investigação qualitativa recolhe os discursos completos dos sujeitos, para proceder então com a sua interpretação, analisando as relações de significado que se produzem em determinada cultura ou ideologia.
Além disso, a investigação quantitativa costuma generalizar os resultados para determinada população através de técnicas estatísticas de amostragem. A investigação qualitativa, por outro lado, não faz uso da representação estatística. Os problemas de validade são minimizados através de diversas técnicas, entre elas a permanência prolongada no campo (em antropologia), a "triangulação"  dos resultados com os dados quantitativos  ou a adopção do critério de representatividade estrutural: incluir na amostra membros dos principais elementos da estrutura social em torno do tema de estudo.

## Tipos de pesquisa qualitativa
Para Godoy a abordagem qualitativa utiliza diversas modalidades de investigação e teste de hipóteses entre as quais: a pesquisa documental, o estudo de caso e a etnografia. Contudo, por uma questão de nomenclatura ou subdivisão podemos ainda considerar como formas de investigação qualitativa as que estão listadas abaixo:

### Etnografia
A etnografia é aquela pesquisa que estuda as qualidades e características do objeto de estudo mediante a observação participante. Pode usar-se como sinônimo de antropologia, mas também para falar da observação participante como método de trabalho. A etnografia significa a análise do modo de vida de um grupo de indivíduos com características comuns, mediante a observação e descrição do que a gente faz, como se comportam e como interagem entre si, para descrever suas crenças, valores, motivações, perspectivas e como estes podem variar em diferentes momentos e circunstâncias. Poderíamos dizer que descreve as múltiplas formas de vida dos seres humanos. Segundo Caprara e Landim, nos últimos decênios vem sendo cada vez mais utilizada para estudar uma variedade de temas na área da Saúde.

### Pesquisa participativa
A pesquisa participativa trata-se de uma atividade que combina a forma de inter-relacionar a pesquisa e as ações num determinado campo selecionado pelo pesquisador, com a participação dos sujeitos pesquisados. A finalidade deste tipo de investigação é a busca de mudanças na comunidade ou população para melhorar suas condições de vida.

### Pesquisa-ação
Tem semelhança com a pesquisa participativa, de modo que é bastante comum a ocorrência de pesquisas-ação participativa. É um das tentativas de resumir a relação de identidade necessária para construir uma teoria que seja efetiva em termos de produção científica, que esteja estreitamente unida à ciência para a transformação e a libertação social.

### Pesquisa etnográfica aplicada à educação
Este tipo de pesquisa qualitativa constitui num método útil na identificação, análise e solução de múltiplos problemas da educação. Este enfoque pedagógico surgiu na década do 70, em países como Grã-Bretanha, Estados Unidos e Austrália, e, desde então, se generalizou em toda América Latina com o objetivo de melhorar a qualidade da educação, estudar e resolver os diferentes problemas que a afetam.

### História de vida
O método de história de vida assim como os citados anteriormente, se inclui no conjunto de técnicas da metodologia qualitativa, semelhante à “observação participante”, história oral ou etnografia. Como o nome da técnica sugere, propõe-se a análise de depoimentos, entrevistas, biografias ou autobiografias, na qual o pesquisador escuta, por meio de várias entrevistas não diretivas, gravadas ou não, o relato da história de vida de alguém selecionado como informante por representar um determinado contexto social ou fenômeno caracterizados por um alto grau de complexidade interna.
"A técnica de memória viva constitui-se em uma experiência que se mostra importante para o processo de reconstrução do conhecimento, porque estimula o desenvolvimento de certas habilidades, como as de observar, descrever, analisar, julgar e sintetizar os objetos geográcos no decorrer do processo histórico das transformações do espaço geográfico".

### Análise temática
A metodologia conhecida com esse nome, enfatiza a identificação, análise e interpretação de padrões de significado (ou "temas") dentro de dados qualitativos. O pesquisador examina mais detalhadamente os dados, geralmente colhidos em entrevistas (gravadas e transcritas ou escritas) para identificar, como dito, temas comuns - tópicos, ideias e padrões de significado que surgem repetidamente. A identificação dos códigos e temas é essencial. Este processo foi originalmente desenvolvido para pesquisas em psicologia por Virginia Braun e Victoria Clarke. No entanto, a análise temática é um método flexível que pode ser adaptado a muitos tipos diferentes de pesquisa. Segundo Braun & Clarke (o.c.) a análise do discurso (DA) procedida insere-se no contexto da epistemologia do construcionismo social, onde os padrões são identificados como socialmente produzidos. Nessa perspectiva a análise do discurso (DA) diferencia-se do contexto epistemológico, psicanalítico, por exemplo, não procura focar em motivação ou psicologia individual, em vez disso, busca mais identificar o meio sociocultural e/ou contexto e condições estruturais do que habilitar as condutas individuais.

## Pesquisa qualitativa em Educação e a revisão integrativa
No âmbito da pesquisa em educação é necessário que sejam realizadas revisões periodicamente, correlacionando aspectos que propiciem melhor entendimento sobre o tema em análise. Nesse contexto, a interpretação ou a releitura dos resultados obtidos torna-se um método mais adequado ao campo educacional, vez que permite a reconstrução do diálogo acadêmico.
Essa visão interpretativa das evidências caracteriza a revisão integrativa que, segundo Rodrigues, Sachinski e Martins, é um recurso metodológico que contribui consideravelmente para a percepção de novas perspectivas na pesquisa, à luz da observância ampla de um acontecimento específico, oportunizando a construção de teorias e a compreensão do objeto em questão.
Pode-se afirmar que a revisão integrativa contribui para a pesquisa qualitativa em Educação na medida em que fornece ferramentas ao entendimento aprofundado do que se pesquisa, bem como a formulação de novas ideias para novos estudos. Logo, Rodrigues, Sachinski e Martins ensinam que a revisão integrativa dá condições aos pesquisadores para estabelecerem determinados conhecimentos através de seus estudos, fixando aquilo já existente, enquanto cria novas indagações acerca desse mesmo objeto de estudo já estabelecido, possibilitando tanto sua ampliação quanto sua modificação.

## Críticas
Apesar da proposição crítica, não se pretende aqui questionar se uma metodologia é superior à outra. A ciência social, mais do que qualquer outra, levanta questões éticas, mas nem por isso prescinde da lida tanto com o instrumental qualitativo quanto com o quantitativo. Para Martins o uso de uma metodologia ou de outra dependerá muito do tipo de problema colocado e dos objetivos da pesquisa. Essa autora destaca, porém, que a proximidade entre o sujeito e objeto do conhecimento, requisito metodológico central da metodologia qualitativa, favoreceria o comprometimento subjetivo do pesquisador e conduziria a trabalhos de caráter especulativo e pouco rigorosos, arriscando assim a neutralidade e a objetividade do conhecimento científico.